# Meyersdale
Meyersdale es un borough ubicado en el condado de Somerset en el estado estadounidense de Pensilvania. En el año 2000 tenía una población de 2.473 habitantes y una densidad poblacional de 1,139.3 personas por km².

## Geografía
Meyersdale se encuentra ubicado en las coordenadas 39°48′49″N 79°01′35″O / 39.81361, -79.02639.

## Demografía
Según la Oficina del Censo en 2000 los ingresos medios por hogar en la localidad eran de $24,652 y los ingresos medios por familia eran $29,798. Los hombres tenían unos ingresos medios de $26,167 frente a los $18,205 para las mujeres. La renta per cápita para la localidad era de $14,116. Alrededor del 20.4% de la población estaba por debajo del umbral de pobreza.